# Unleashed (musikalbum)
Unleashed är Bow Wow:s tredje album. Skivbolaget är Columbia och rapparen T.I har producerat fem låtar på detta album. Detta album fick två hit låtar: Let's Get Down och My Baby.

## Låtlista
| Nr  | Titel                | Låtskrivare                                            | Gäst        | Tid  |
| --- | -------------------- | ------------------------------------------------------ | ----------- | ---- |
| 1.  | "Get It Poppin'"     | Dean, K./Griffin, R.                                   |             | 3:28 |
| 2.  | "Let's Get Down"     | Alexander, P./Moss, S./Harris, C./Griffin, R.          | Birdman     | 4:41 |
| 3.  | "Eighteen"           | Moss, S./Smith, J./Phillips, J./Harris, C./Griffin, R. |             | 4:50 |
| 4.  | "Follow Me"          | Moss, S./Harrell, R./Griffin, R.                       |             | 3:53 |
| 5.  | "My Baby"            | Austin, J./Bowser, R./Macon, A./Moss, S./Griffin, R.   | Jagged Edge | 5:03 |
| 6.  | "The Don, the Dutch" | Moss, S./Williams, P./Griffin, R.                      |             | 3:57 |
| 7.  | "The Movement"       | Moss, S./Williams, P./Griffin, R.                      |             | 3:56 |
| 8.  | "I Can't Lose"       | Alexander, P./Moss, S./Griffin, R.                     |             | 4:02 |
| 9.  | "Hey Little Momma"   | Alexander, P./Casey, B./Moss, S./Harris, C.            | Jagged Edge | 3:38 |
| 10. | "I Got Ya'll"        | Bowser, R./Macon, A./Moss, S./Harris, C.               |             | 3:17 |
| 11. | "I'll Move On"       | Williams, P./Harris, C./Griffin, R.                    | Mario       | 4:06 |
| 12. | "To My Mama"         | Moss, S./Sanders, T./Smith, J.                         | Amerie      | 5:17 |
| 13. | "I'm Back"           | Hutton, LT/Moss, S.                                    |             | 3:48 |